# Poi inventi il modo
Poi inventi il modo è il settimo singolo della cantante italiana Noemi, pubblicato il 16 settembre 2011 come terzo tratto dal suo secondo album RossoNoemi.

## Descrizione
Il singolo è stato registrato da Chris Manning a Berkeley, in California presso il Fantasy Records e da questi mixato in California, a San Rafael, presso il Salamander Sound Studio. È stato infine masterizzato da Brian Gardner a Los Angeles presso il Bernie Grundman Mastering.
Poi inventi il modo è il terzo singolo estratto dall'album RossoNoemi, il brano entra in rotazione radiofonica ed è disponibile per il download digitale a partire dal 16 settembre 2011. La notizia che Poi inventi il modo sarebbe stato il terzo singolo estratto da RossoNoemi è stata data da Noemi stessa durante la conferenza stampa del 29 agosto 2011 sulla 717ª edizione della Perdonanza Celestiniana, evento storico-religioso che ha ospitato nella sua ultima giornata una tappa del RossoNoemi tour.
Testo e musica sono stati composti da Federico Zampaglione leader dei Tiromancino. Lo stesso Zampaglione, inoltre ha voluto con sé sul palco Noemi in alcune tappe de L'essenziale tour. Il brano parla della figura dell'amante, soffermandosi su una coppia il cui legame è la dipendenza reciproca, motivo per cui non riescono a far cessare la loro relazione clandestina, in quanto incapaci di slegarsi.
In relazione al brano Noemi ha dichiarato:
La produzione è di Corrado Rustici, Rustici si è occupato anche degli arrangiamanti, dei beats, dei trattamenti e ha suonato chitarre e tastiere; Roger Joseph Manning junior ha suonato il pianoforte e l'organo Hammond, Polo Jones il basso e Jim Bogios, dei Counting Crows, ha suonato la batteria.

## Video musicale
Nell'incontro in chat sulla pagina ufficiale Facebook tra Noemi e i suoi fan, avvenuto il 16 settembre 2011, giorno di pubblicazione del singolo, la cantante ha annunciato che il singolo sarà accompagnato da un videoclip. Il 23 ottobre 2011 viene reso noto che Noemi, oltre a ricoprire il ruolo di protagonista, è stata anche sceneggiatrice e co-regista con Luca Gregori del videoclip. Il 10 novembre entra in rotazione il video, la prima rete a passarlo è Radio Italia TV; viene, invece, reso disponibile per il download digitale a partire dal 15 novembre. Nel video tra gli spettatori in sala è presente anche la sorella Arianna. Il videoclip ha una durata di 3:28. Prende spunto dal videoclip Why di Annie Lennox e dal film del 2007 La vie en rose, diretto da Olivier Dahan, dedicato alla vita della cantante francese Édith Piaf, interpretata da Marion Cotillard. Il video è girato a Roma presso il Teatro dei Coronari di Via dei Coronari, primo teatro dove ha recitato Ettore Petrolini.
Il video inizia con Noemi che viene truccata in camerino, arriva un ragazzo che le porta un mazzo di rose rosse che sono accompagnate da un bigliettino con la frase "Poi inventi il modo..." e un orecchino. Riflette un po' tra sé e sé, indossa l'orecchino e decide di entrare in scena. Arriva sul palco con un lungo vestito nero, in sala ad attenderla anche il suo amante seduto al tavolo con la moglie. Durante l'esibizione, l'uomo si volta per guardare la moglie e per un istante immagina di vedere Noemi seduta al suo fianco. Terminata l'esibizione riceve gli applausi del pubblico mentre cala il sipario.
Il 14 dicembre 2011 il videoclip conquista il Premio Roma Videoclip; per lo stesso videoclip Noemi riceve lo special award per il suo ruolo di co-regista del video.

## Tracce
Download digitale
1. Poi inventi il modo – 3:28 (Federico Zampaglione)

## Crediti

### Musicisti
- Noemi - voce
- Corrado Rustici - chitarre, tastiere, beats, trattamenti[1]
- Roger Joseph Manning junior - pianoforte, hammond[1]
- Polo Jones - basso[1]
- Jim Bogios - batteria[1]

### Personale tecnico
- Chris Manning - registrazione, missaggio[1]
- Brian Gardner - masterizzazione[1]

## Riconoscimenti
- 2011 - Premio Roma Videoclip

## Incisioni e versioni
| Anno | Provenienza | Durata | Note              |
| ---- | ----------- | ------ | ----------------- |
| 2011 | RossoNoemi  | 3:28   |                   |
| 2012 | RossoLive   | 3:50   | Versione dal vivo |